# Coenagrion hylas
Coenagrion hylas là một loài chuồn chuồn kim trong họ Coenagrionidae.
Coenagrion hylas được miêu tả khoa học năm 1889 bởi Trybom.